# Euphorbia hiernii
Euphorbia hiernii es una especie fanerógama perteneciente a la familia de las euforbiáceas.  Es originaria de Angola.

## Taxonomía
Euphorbia hiernii fue descrita por (Croizat) Oudejans y publicado en Phytologia 67: 46. 1989.
Etimología
Euphorbia: nombre genérico que deriva del médico griego del rey Juba II de Mauritania (52 a 50 a. C. - 23), Euphorbus, en su honor – o en alusión a su gran vientre –  ya que usaba médicamente Euphorbia resinifera. En 1753 Carlos Linneo asignó el nombre a todo el género.
hiernii: epíteto otorgado  en honor del botánico inglés William Philip Hiern (1839 - 1925), quien catalogó las plantas africanas del Dr. Friedrich Welwitsch.
Sinonimia
- Elaeophorbia hiernii Croizat	[5][6]